# Abbacchio
L'abbacchio è un agnello giovane, lattante o slattato da poco, destinato al macello.

## Etimologia
Sull'origine del termine ci sono discordanze:
- quella puramente etimologica lo fa risalire ad abecula o avecula, a sua volta derivante da ovacula o ovecula, diminutivo del latino ovis (pecora);
- un'interpretazione popolana fa derivare il termine da ad baculum, "vicino al bastone", ad indicare l'agnello da latte, non ancora svezzato e che, in quanto tale, si usa tutt'oggi legare ad un bastone conficcato nel terreno (ad baculum), al fine di costringere la madre a rimanere nei pressi senza allontanarsi;
- un'altra interpretazione popolana la fa originare dal termine abbacchiare, nel senso di abbattere, uccidere con il bastone[3] (dal latino baculum, quindi un agnello che è prossimo all'abbattimento "ad baculum", "vicino al bastone"). Questo verbo è tuttora in uso nel dialetto romanesco e da lì nell'uso colloquiale della lingua italiana, soprattutto con il participio passato e aggettivo abbacchiato, nel senso di persona abbattuta, affranta, distrutta, fortemente dispiaciuta. L'abbattimento dell'agnello era solitamente effettuato mediante bastonata in testa e poi taglio della gola con coltello.

## Dall'antichità ad oggi
In tutta la fascia centrale dell'Italia, Sardegna compresa, la pastorizia era la principale fonte di approvvigionamento di carne: nell'antichità si macellavano soprattutto montone e pecora adulta. La macellazione dell'agnello era vietata, tranne che nel periodo di Pasqua e fino a giugno.
La maggior parte dell'agnello è di produzione italiana, ma esiste una quota significativa (congelata) di importazione neozelandese.

## Classificazione
Secondo la classificazione dell'Agnello di Sardegna IGP:
- l'abbacchio è un agnello da latte che ha poco più di un mese di vita e fino a 7 chili di peso (media 4–6 kg);
- agnello leggero, dai 7 ai 10 chili di peso;
- agnello da taglio, dai 10 ai 13 chili.

## Ricette tipiche

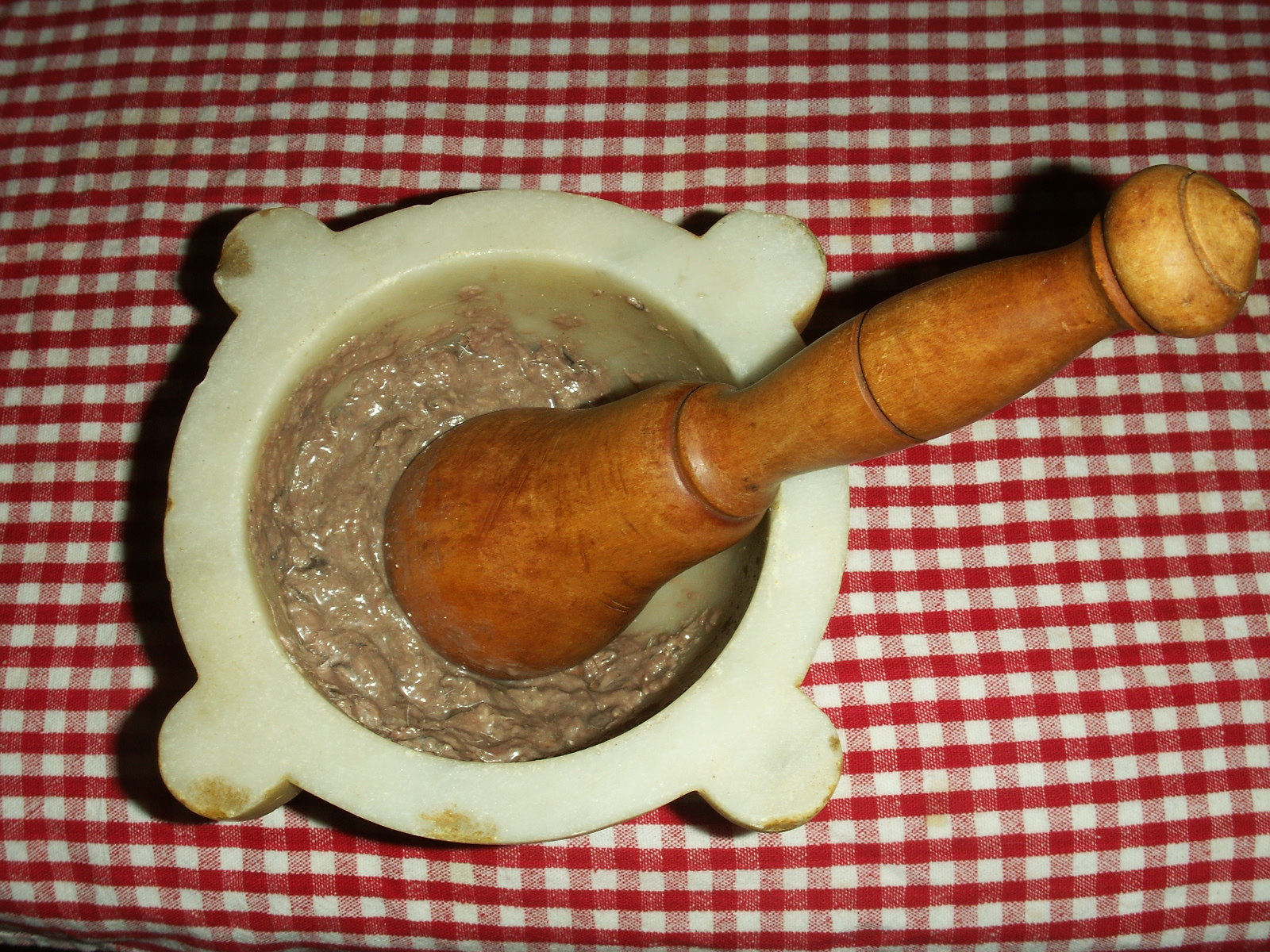
Pasta d'acciughe nel mortaio

- Abbacchio alla cacciatora.
Rosolato a pezzetti nello strutto e poi cotto per circa 45 minuti con aglio, salvia e rosmarino. Infine annaffiato con salsa di acciughe sotto sale schiacciate e cotte nel sugo di cottura della carne.[5]
- Abbacchio alla romana.
Rosolato intero in aglio, olio e prosciutto a pezzetti. Si completa la cottura con rosmarino, aceto, sale e pepe. Si serve in genere con patate arrosto.
- Costolette di abbacchio a scottadito.
Costolette unte di strutto, salate e pepate e cotte sulla brace (in mancanza della quale si può cuocere sulla griglia).  Si mangiano subito, ben calde, con le mani (da qui il nome).